# Viggiano
Viggiano – miejscowość i gmina we Włoszech, w regionie Basilicata, w prowincji Potenza. Według danych z 31 grudnia 2016 gminę zamieszkiwało 3364 osób.

## Miasta partnerskie
- Połaniec